# Auferstehungskirche (Glücksburg)

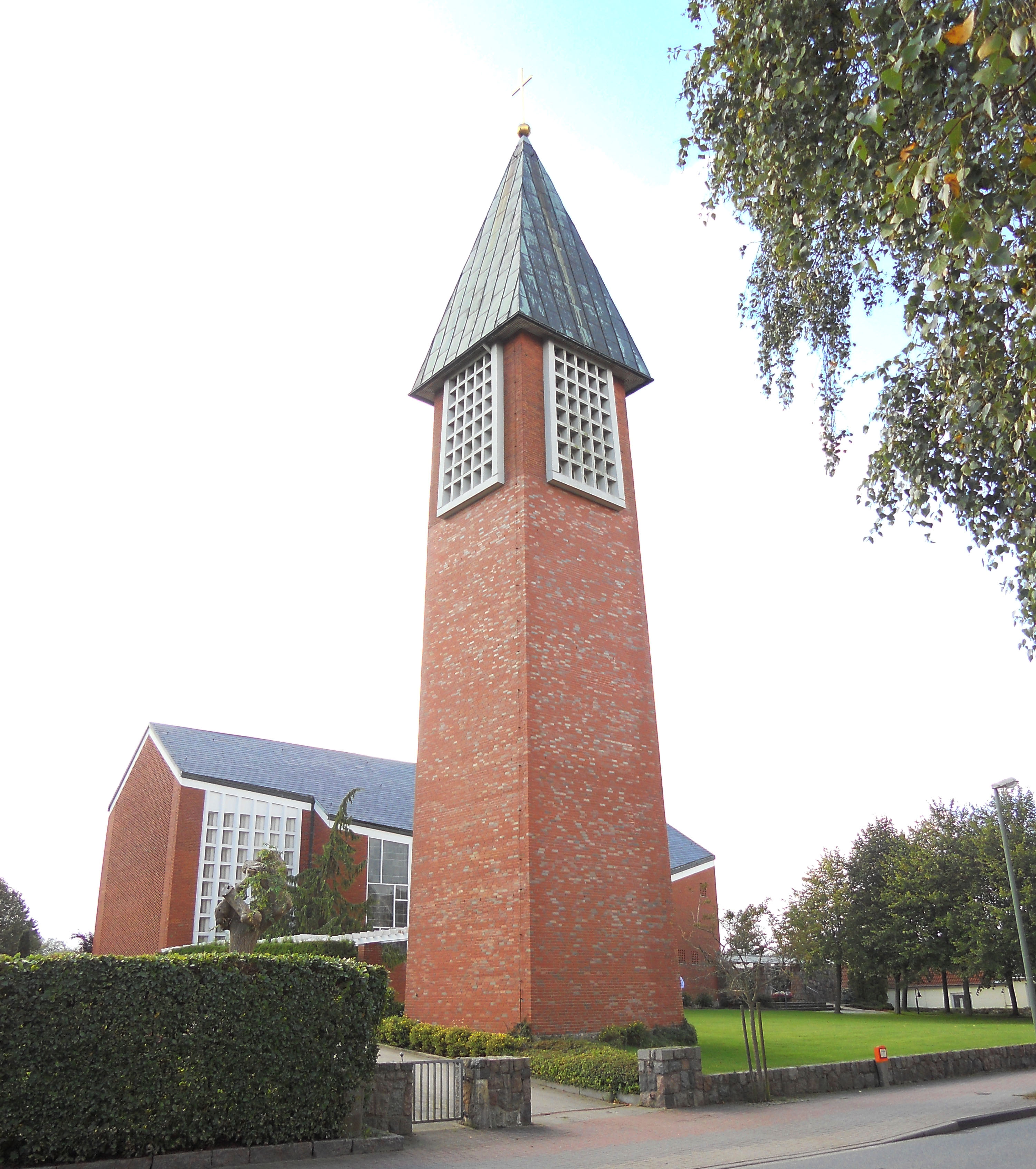
Evangelische Kirche

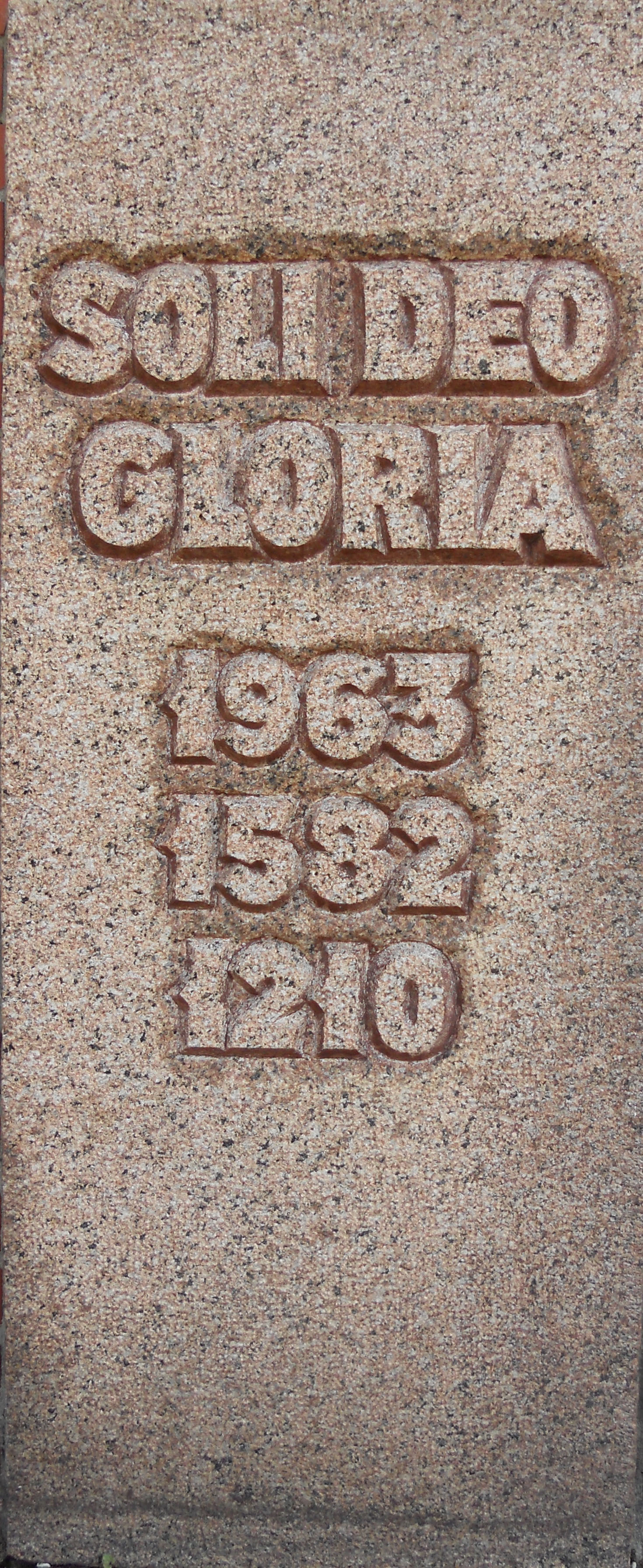
Grundstein

Die evangelisch-lutherische Auferstehungskirche ist ein Kirchengebäude in Glücksburg, einer Stadt in der Nähe des Oberzentrums Flensburg in Schleswig-Holstein.

## Geschichte
Seit 1620 feierte man evangelische Gottesdienste in der Schlosskapelle des Schlosses Glücksburg. 1960 war die Gemeinde auf 7000 Mitglieder gewachsen; die Soldaten des Flottenstützpunktes gehörten zum Einzugsbereich. Nach dem Erfolg im Architektenwettbewerb baute der Architekt Hermann Rein die Kirche von 1963 bis 1965 am Rande des Friedhofes. Architekt Rein hatte zuvor schon in Flensburg verschiedene Bauwerke realisiert. 1939/40 hatte er beispielsweise als Architekt an der Errichtung des Stabszugsgebäudes der Marineschule Mürwik mitgewirkt. 1953–1955 war in der Moltkestraße 22 nach seinen Entwürfen das erste Hochhaus Flensburgs entstanden. Die neue Auferstehungskirche wurde am 27. Mai 1965 geweiht.

## Architektur und Ausstattung

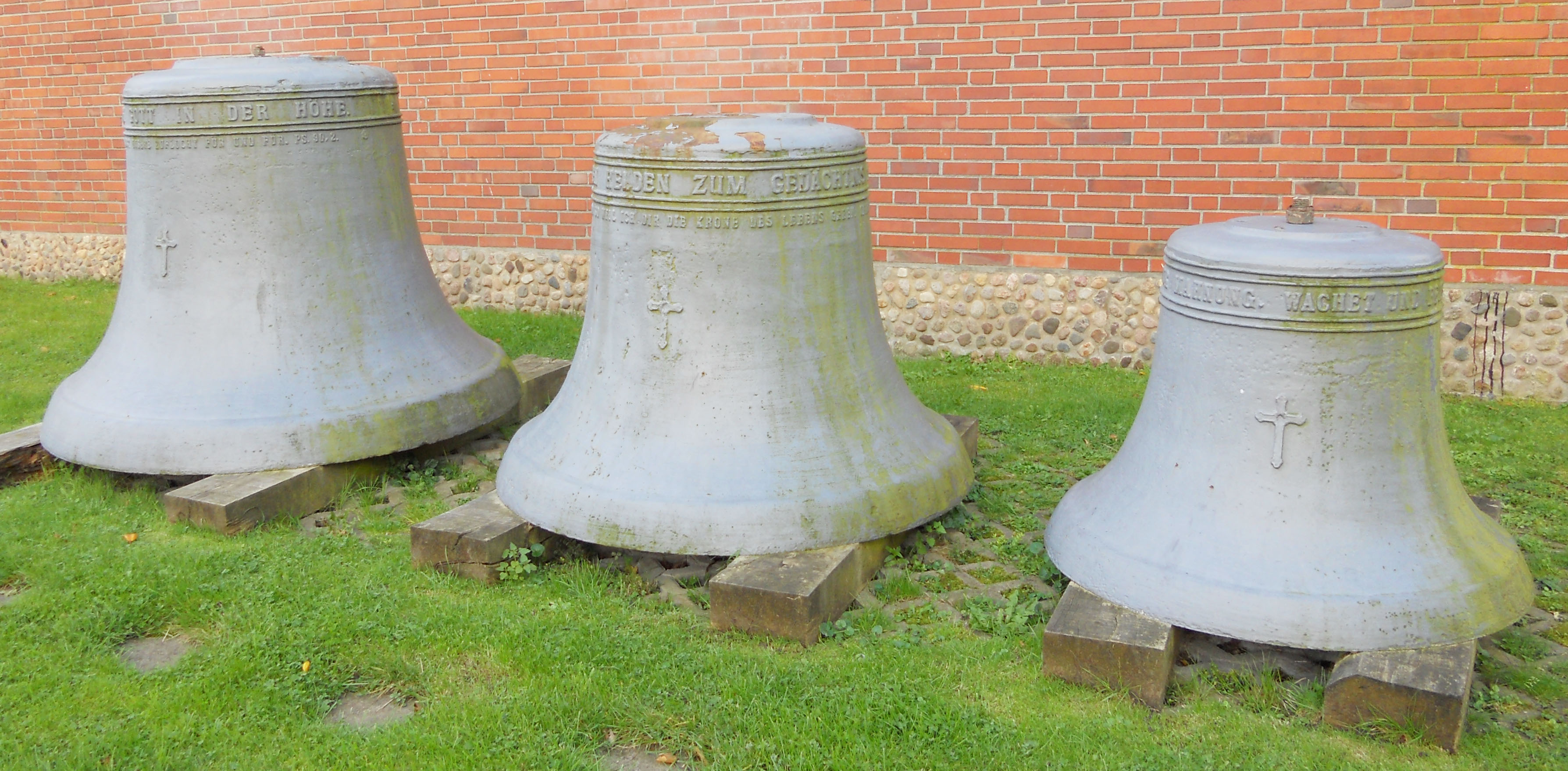
Ehemalige Stahlglocken

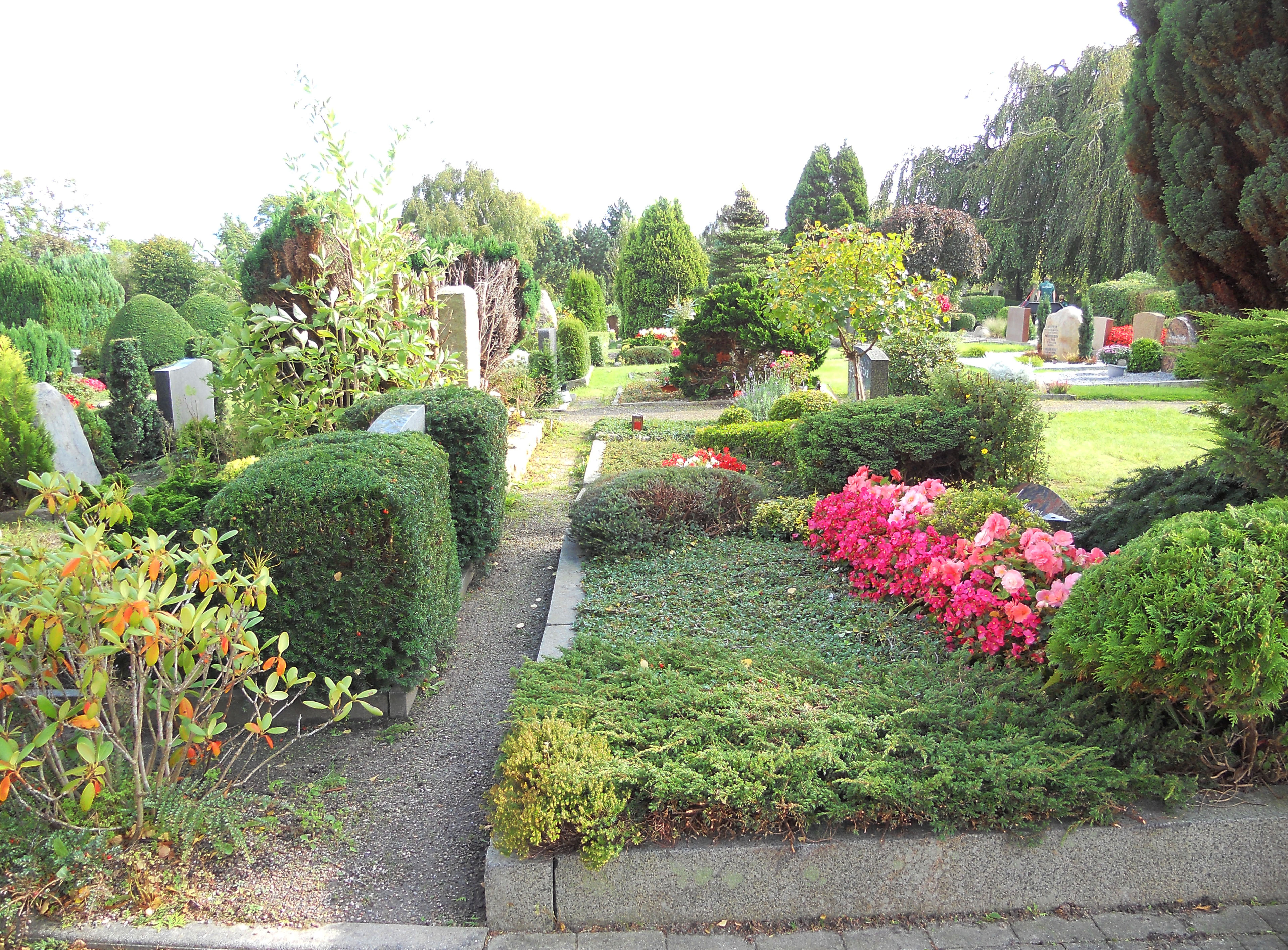
Friedhof neben der Kirche

Die Kirche, ein geosteter Backsteinbau, ist in drei Abschnitte jeweils auf einem trapezförmigen Grundriss geteilt. Im mittleren Teil stehen zwei Gestühlsblöcke, im westlichen Teil ist eine geräumige Eingangshalle, sie kann mit der Kirche verbunden werden. 
Im östlichen Teil ist der Altarraum durch eine seitliche Fensterwand ausgeleuchtet. Stahlbetonbinder gliedern den Raum, auf ihnen ruhen das mit Kunstschiefer gedeckte Dach und die mit Holz verschalte Decke. Die großen Fenster und die runden Öffnungen an der Nordseite sind mit abstrakten Mustern farbig verglast. Die vom Architekten entworfenen Teile der Ausstattung Altar, Taufe und Kanzel sind schlicht gehalten. Der Altar steht unter einem großen Holzkreuz, er ist von Standleuchtern umgeben. Der im Nordosten getrennt stehende Turm mit vier Glocken ist durch eine Pergola mit der Kirche verbunden.

### Orgel
Über den Nebenräumen befindet sich die Empore mit der Orgel. Erbauer des 1971 gefertigten Instruments war Hinrich Otto Paschen. 
Das Schleifladen-Instrument hat 29 Register auf zwei Manualwerken und Pedal. Die Spieltrakturen sind mechanisch, die Registertrakturen sind elektrisch.
| I Hauptwerk C–g3 |             |        |
| 1.               | Prinzipal   | 08′    |
| 2.               | Gemshorn    | 08′    |
| 3.               | Oktave      | 04′    |
| 4.               | Koppelflöte | 04′    |
| 5.               | Nasard 0    | 02 ⁄3′ |
| 6.               | Oktave      | 02′    |
| 7.               | Blockflöte  | 02′    |
| 8.               | Mixur IV-V  |        |
| 9.               | Dulzian     | 16′    |
| 10.              | Trompete    | 08′    |

| II Schwellwerk C–g3 |                 |        |
| 11.                 | Gedeckt         | 08′    |
| 12.                 | Gamba           | 08′    |
| 13.                 | Prinzipal       | 04′    |
| 14.                 | Spitzflöte      | 04′    |
| 15.                 | Oktave          | 02′    |
| 16.                 | Gemsquinte      | 01 ⁄3′ |
| 17.                 | Sifflöte        | 01′    |
| 18.                 | Sesquialtera II |        |
| 19.                 | Scharff IV      |        |
| 20.                 | Oboe            | 08′    |
|                     | Tremulant       |        |

| Pedal C–f1 |                 |     |
| 21.        | Prinzipal       | 16′ |
| 22.        | Subbass         | 16′ |
| 23.        | Oktave          | 08′ |
| 24.        | Gedeckt         | 08′ |
| 25.        | Choralbass      | 04′ |
| 26.        | Nachthorn       | 02′ |
| 27.        | Rauschpfeife IV |     |
| 28.        | Posaune         | 16′ |
| 29.        | Clarine         | 04′ |

- Koppeln: II/I, I/P, II/P.

## Sonstiges
Vor der Kirche stehen drei Stahlglocken, die 1921 von Schillig und Lattermann in Apolda gegossen worden sind. Sie wurden in den Glockenturm am Friedhof gehängt. Die Glocken dienten als Ersatz für die 1917 von der Heeresverwaltung eingeforderten Bronzeglocken im Schloss. 2000 bekam die Kirche neue Bronzeglocken, gegossen von der Karlsruher Glocken- und Kunstgießerei.
Die Gemeinde ist Trägerin des Ruheforstes Glücksburg.